# ベイウォッチ (映画)
『ベイウォッチ』（Baywatch）は、2017年制作のアメリカ合衆国の映画。
カリフォルニア州・サンタモニカ湾沿岸を舞台に、海難救助に命を懸けるベイウォッチ（水難監視救助隊）のライフガード（救命隊員）たちの活躍を描いたテレビドラマ『ベイウォッチ』のリメイク映画。ただし、本作は舞台がフロリダ州に変更されている。
日本ではDVDスルーとなった。

## あらすじ
フロリダのビーチで人々を守るため日々奮闘する水難監視救助隊「ベイウォッチ」。リーダーのミッチは水泳の元金メダリストの新人ブロディに手を焼く中、ビーチで度々見つかるドラッグの存在を危惧していた。そんなある日、小型船が沖で炎上する事故が発生。救助した女性はドラッグを所持しており、さらに犠牲者の男性が不審な死に方をしていたことからミッチたちは捜査に乗り出す。事件の関与が疑われるクラブのオーナー、ヴィクトリアが主催するパーティーに潜入するが、ヴィクトリアはベイウォッチに目を付けられていることを見抜いていた。
衝突するミッチとブロディだが、ブロディは失敗から心機一転、捜査に積極的になる。ミッチたちはヴィクトリアの付き人が病院で犠牲者のカルテを差し替える光景を目撃。その後も調査を続け、ついにヴィクトリアの経営するレストランでドラッグを発見する。だが警察からは相手にされず、さらに留守中にサメに襲われた死体が揚がったことから本来の職務を果たさなかったとしてミッチはクビになってしまう。
ミッチが去った後もブロディは諦めず、次第に他の仲間たちも捜査に協力。サメに襲われたと思われた被害者が実は殺されていたことや、ドラッグがヴィクトリアの船に隠されていることを突き止める。
一同はヴィクトリアの船上パーティーに潜入し、ブロディがドラッグを発見するものの、ヴィクトリアに見つかり海に沈められてしまう。絶体絶命の状況の中、仲間から連絡を受け駆けつけたミッチがブロディを救う。逃亡を図ろうとしたヴィクトリアは爆発に巻き込まれ、事件は収束する。事件後、新たな上司を迎え、ベイウォッチのビーチを守る活動はこれからも続く。

## キャスト
※括弧内は日本語吹替
- ミッチ・ブキャナン - ドウェイン・ジョンソン（小山力也）
- マット・ブロディ - ザック・エフロン（森田成一）
- ヴィクトリア・リーズ - プリヤンカー・チョープラー（浅野まゆみ）
- サマー・クイン - アレクサンドラ・ダダリオ（清水理沙）
- C.J.パーカー - ケリー・ロールバッハ（英語版）（東内マリ子）
- ステファニー・ホールデン - イルフェネシュ・ハデラ（英語版）（根本圭子）
- ロニー・グリーンバーム - ジョン・バス（英語版）（吉田ウーロン太）
- エラービー巡査部長 - ヤーヤ・アブドゥル＝マティーン2世
- デイヴ - ハンニバル・バレス（英語版）（高岡瓶々）
- ソープ隊長 - ロブ・ヒューベル（英語版）（滝知史）
- フランキー - アミン・ジョセフ（英語版）
- レオン - ジャック・ケシー（英語版）
- ロドリゲス市会議員 - オスカー・ヌニェス（英語版）
- ミッチの師匠 - デビッド・ハッセルホフ（菅生隆之） ※テレビドラマ版にミッチ・ブキャナン役でレギュラー出演[4]。
- ケイシー・ジェーン・パーカー - パメラ・アンダーソン ※テレビドラマ版にC.J.パーカー役でレギュラー出演。